# Ferrán Torres
Ferrán Torres García (Foios, 2000. február 29. –) spanyol profi labdarúgó, posztját tekintve csatár. A La Ligában szereplő FC Barcelona játékosa, és a spanyol válogatott tagja.

## Pályafutása

### Valencia CF
Ferrán Torres Foios városában született, Valencia tartományban. A Valencia ifjúsági akadémiájához 2006-ban, hatévesen csatlakozott. 2016. október 15-én mutatkozott be a másodosztályban a felnőttek között. A tartalékcsapatnak számító Valencia Mestallában csereként állt be Gregorio Sierra Pérez helyére a Mallorca B elleni 0–2-es vereség alkalmával.
A 2017–18-as szezonban már rendszeres lehetőséget kapott a másodosztályban, 2017. augusztus 26-án pedig első felnőtt bajnoki gólját is megszerezte a Peralada-Girona B ellen 4–1-re megnyert találkozón. Az év végén arról lehetett olvasni, hogy a Real Madrid és a Barcelona is szeretné szerződtetni, ő azonban meghosszabbította a szerződését, amelyben 25 000 000 eurós kivásárlási árat állapítottak meg.
2017. november 30-án bemutatkozhatott a Valenciában is a Real Zaragoza elleni kupamérkőzésen. A spanyol élvonalban december 16-án mutatkozott be az Eibar elleni 1–2-es vereség alkalmával. 2018. február 28-án az Athletic Bilbao elleni idegenbeli bajnokin a kezdőcsapatban kapott helyet, ezzel ő lett az első, aki a 2000-es években született labdarúgóként kezdett a La Ligában. A döntetlenre végződő bajnoki gólpasszt adott Geoffrey Kondogbiának. 2019. január 19-én gólt lőtt a Celta Vigo elleni 2–1-es győzelem alkalmával, ezzel ő lett a spanyol élvonal első 2000-es években született gólszerzője.
2019. május 25-én a Spanyol Kupa döntőjében 2–1-re a Valencia legyőzte a Barcelonát, Torres nem lépett pályára  amérkőzésen.
2019. november 5-én a francia Lille elleni 4–1-es hazai győzelem alkalmával megszerezte első gólját a Bajnokok Ligájában. Ezzel ő lett a Valencia legfiatalabb gólszerzője, valamint az első spanyol csapatban játszó labdarúgó, aki a 2000-es években született és gólt szerzett a legrangosabb európai kupasorozatban. 2019. november 23-ána Real betis elleni bajnokin 50. alkalommal lépett pályára az élvonalban a csapat színeiben, így 19 évesen és 324 naposan ő lett aki legfiatalabban elérte ezt a mérföldkövet a Valenciában, megdöntve Miguel Tendillo negyvenéves rekordját (19 év 351 nap).

### Manchester City
2020. augusztus 4-én a Manchester City öt évre szóló szerződést kötött Torresszel, akiért 23 millió eurót fizettek a Valenciának.

#### 2020–21
Szeptember 21-én mutatkozott be az együttesben, a Premier League 2. fordulójában a Wolverhampton Wanderers elleni 3–1-es idegenbeli mérkőzésen. Csereként a 81. percben Raheem Sterlinget váltotta.
Három nappal később lépett pályára első alkalommal kezdőként, az Ligakupa harmadik körének összecsapásán az AFC Bournemouth ellen.
Hat nappal később szerezte első gólját a csapatban, a Burnley elleni 3–0-s találkozón, azt megelőzően pedig egy gólpasszt is kiosztott, amit Raheem Sterling váltott gólra. Október 21-én góllal debütált a Bajnokok Ligájában, egy 3–1-es hazai, Porto elleni mérkőzésen.
2021. január 23-án előbb debütált a FA-kupában, majd gólt szerzett a Cheltenham ellen.
Május 14-én megszerezte első mesterhármasát a City színeiben, egy 4–3-as idegenbeli bajnokin a Newcastle United ellen.

### FC Barcelona
2021. december 28-án jelentette be szerződtetését a katalán együttes, amely öt évre  szóló szerződést kötött Torresszel.
2022. január 12-én a Real Madrid elleni 2–3-s hazai Supercopa elődöntő mérkőzésen debütált a csapatban, amelyen kezdőként egy félidőt kapott.
Az első gólját hét nappal később szerezte a második mérkőzésén, az Athletic Bilbao elleni 3–2-re elvesztett Copa del Rey találkozó második gólját jegyezte.
A bajnokságban három nap múlva lépett pályára a 22. fordulóban a Deportivo Alavés elleni győztes mérkőzésen az egyetlen gólnál asszisztot készített elő Frenkie de Jongnak.
Március 6-án jegyezte a bajnokságban első találatát egy 1–2-s Elche elleni találkozón. A következő héten két gólt szerzett a CA Osasuna elleni 4–0-ra megnyert bajnokin, ezzel először tudott duplázni a csapat színeiben. Egy héttel később ismét kitűnő teljesítményt produkált, ugyanis góllal és gólpasszal vette ki a részét a Real Madrid elleni 0–4-s El Clásicon.

## Válogatott karrier

### Spanyolország
2017-ben tagja volt annak az U17-es válogatottnak, amely megnyerte az U17-es Európa-bajnokságot, ősszel pedig az U17-es világbajnokságon is részt vett, ahol a döntőig jutottak.
2019-ben szintén megnyerték az U19-es Európa-bajnokságot. Az év szeptember 6-án mutatkozott be az U21-es csapatban Kazahsztán ellen, a 2021-es U21-es Európa-bajnokság selejtezőkörében.

#### A felnőttcsapatban
2020. augusztus 20-án először kapott meghívót a felnőtt válogatottban, a Nemzetek Ligája szeptemberi mérkőzéseire, Németország és Ukrajna ellen.
Szeptember 3-án debütált, kezdőként a németek elleni 1–1-es idegenbeli találkozón.
Három nappal később első gólját is megszerezte az ukránok elleni 4–0-s hazai mérkőzésen. A mérkőzésen csereként állt be a 74. percben Gerard Moreno helyére, gólját a 84. percben szerezte. November 17-én szerezte első mesterhármasát a válogatottban, a 6–0-s hazai mérkőzésen Németország ellen.
2021. május 24-én Luis Enrique beválogatta Torrest a 24-fős keretbe a 2021-ben megrendezett, 2020-as Európa Bajnokságra.
Június 28-án a nyolcaddöntőben Horvátország ellen, előbb az 57. percben César Azpilicueta-nak adott asszisztot, majd a 76. percben Pau Torres beadását váltotta gólra. A mérkőzés 5–3-ra végződött hosszabbítás után.
Október 6-án a Nemzetek Ligájában két gólt jegyzett Olaszország ellen, amivel 1–2-es győzelemmel továbbjutottak a 2020–21-es szezonjának elődöntőjében.
Négy nappal később a döntőben Franciaország elleni mérkőzést 1–2-re elvesztették.
Két góljával a Nemzetek Ligája döntőjének együttes gólkirálya volt, a francia Karim Benzema és Kylian Mbappé mellett, utóbbi két gólpasszának köszönhetően nyerte el a trófeát.

## Statisztika
2024. október 1-i állapot szerint.
| Klub             | Szezon           | Bajnokság          | Bajnokság | Bajnokság | Kupa  | Kupa  | Ligakupa | Ligakupa | Nemzetközi | Nemzetközi | Egyéb | Egyéb | Összes | Összes |
| Klub             | Szezon           | Liga               | Mérk.     | Gólok     | Mérk. | Gólok | Mérk     | Gólok    | Mérk.      | Gólok      | Mérk. | Gólok | Mérk.  | Gólok  |
| ---------------- | ---------------- | ------------------ | --------- | --------- | ----- | ----- | -------- | -------- | ---------- | ---------- | ----- | ----- | ------ | ------ |
| Valencia B       | 2016–17          | Segunda División B | 2         | 0         | —     | —     | —        | —        | —          | —          | —     | —     | 2      | 0      |
| Valencia B       | 2017–18          | Segunda División B | 10        | 1         | —     | —     | —        | —        | —          | —          | —     | —     | 10     | 1      |
| Valencia B       | Összesen         | Összesen           | 12        | 1         | 0     | 0     | 0        | 0        | 0          | 0          | 0     | 0     | 12     | 1      |
| Valencia         | 2017–18          | La Liga            | 13        | 0         | 3     | 0     | —        | —        | —          | —          | —     | —     | 16     | 0      |
| Valencia         | 2018–19          | La Liga            | 24        | 2         | 6     | 1     | —        | —        | 7          | 0          | —     | —     | 37     | 3      |
| Valencia         | 2019–20          | La Liga            | 34        | 4         | 3     | 0     | —        | —        | 6          | 2          | 1     | 0     | 44     | 6      |
| Valencia         | Összesen         | Összesen           | 71        | 6         | 12    | 1     | 0        | 0        | 13         | 2          | 1     | 0     | 97     | 9      |
| Manchester City  | 2020–21          | Premier League     | 24        | 7         | 3     | 1     | 3        | 1        | 6          | 4          | —     | —     | 36     | 13     |
| Manchester City  | 2021–22          | Premier League     | 4         | 2         | 0     | 0     | 1        | 1        | 1          | 0          | 1     | 0     | 7      | 3      |
| Manchester City  | Összesen         | Összesen           | 28        | 9         | 3     | 1     | 4        | 2        | 7          | 4          | 1     | 0     | 43     | 16     |
| Barcelona        | 2021–22          | La Liga            | 18        | 4         | 1     | 1     | —        | —        | 6          | 2          | 1     | 0     | 26     | 7      |
| Barcelona        | 2022–23          | La Liga            | 33        | 4         | 4     | 0     | —        | —        | 7          | 3          | 1     | 0     | 45     | 7      |
| Barcelona        | 2023–24          | La Liga            | 29        | 7         | 3     | 1     | —        | —        | 8          | 3          | 2     | 0     | 42     | 11     |
| Barcelona        | 2024–25          | La Liga            | 7         | 1         | 0     | 0     | —        | —        | 2          | 0          | 0     | 0     | 9      | 1      |
| Barcelona        | Összesen         | Összesen           | 87        | 16        | 8     | 2     | 0        | 0        | 23         | 8          | 4     | 0     | 122    | 26     |
| Karrier Összesen | Karrier Összesen | Karrier Összesen   | 197       | 31        | 23    | 4     | 4        | 2        | 43         | 14         | 6     | 0     | 273    | 51     |

1. ↑  Bajnokok Ligája: három mérkőzés. 
 Európa Liga: négy mérkőzés.
2. 1 2 3 4 5  Mérkőzése(i) a Bajnokok Ligájában.
3. 1 2 3 4  Mérkőzése(i) a Spanyol Szuperkupában.
4. ↑  Mérkőzése(i) az Angol Szuperkupában.
5. ↑  Mérkőzése(i) az Európa Ligában.
6. ↑  A(z) Bajnokok Ligájában ötször, a(z) Európa Ligában kétszer lépett pályára
7. ↑  Három gólt szerzett a(z) BL-ben

### A válogatottban
2024. szeptember 8-i állapot szerint
| Spanyolország | Spanyolország | Spanyolország |
| Év            | Mérk.         | Gólok         |
| ------------- | ------------- | ------------- |
| 2020          | 7             | 4             |
| 2021          | 15            | 8             |
| 2022          | 13            | 3             |
| 2023          | 5             | 3             |
| 2024          | 8             | 3             |
| Összesen      | 48            | 21            |

## Sikerei, díjai

### Klub
- Valencia
  - Spanyol kupa-győztes: 2018–19
- Manchester City
  - Angol ligakupa-győztes: 2020–21
  - Angol bajnok: 2020–21

### Válogatott
- Spanyolország U17
  - U17-es Európa-bajnok: 2017
  - U17-es világbajnokság döntős: 2017
- Spanyolország U19
  - U19-es labdarúgó-Európa-bajnokság: 2019

## További információ
- Ferrán Torres adatlapja a Transfermarkt oldalán (angolul)
- Ferrán Torres adatlapja a Soccerway oldalon (angolul)